# 金琉然
金琉然（： Kim Yoo-yeon；2001年2月9日—），藝名琉然（韓語：유연），韓國女歌手。現為Modhaus旗下的女子團體tripleS的成員。出道前因參加MBC選秀節目《放學後的心動》而受到關注。

## 早年生活
在小時候曾經到紐西蘭和美國進行語言研修，畢業於世和女子高等學校。
她的母親是一名藥劑師，而父親是一名醫生，起初，她的父母十分反對她成為藝人，後來父母告訴她只要考上大學，便能做自己想做的事情。為了追求夢想，她只能考上父母心儀的大學，為此她一共參加了三次大考：延世大學機械工學系（落榜）、東國大學計算機科學與工程學系（輟學），最後一次同時考上了梨花女子大學 、中央大學和慶熙大學。最終選擇了梨花女子大學的科學教育學系。為了參加團體活動，暫時休學。而2025年中則因休學年限已滿復學。

## 演藝經歷

### 出道前
2021年9月8日，出現在《放學後的心動》的預告片中。16日，公開自我介紹影片。在參加節目前並沒有學習過聲樂和舞蹈，是節目中唯一一位純素人身份的練習生。起初，她並沒能通過入學考試，後來通過考前評價而被正式追加入學。
隨著節目的進行，她的排名一直穩定在前三名。在決賽時由於沒能獲得勝利組的優惠分數，而錯失出道位，最終排名第八，未能於CLASS:y出道。於節目結束時獲得非電視劇出演者部門話題性排名第10位。

### 2022年至今：以tripleS成員正式出道
2022年7月11日，公開作為tripleS第五位成員的預告片。
2022年10月28日，以分隊tripleS Acid Angel from Asia成員和隊長身份以迷你專輯《ACCESS》，以主打歌Generation隨組合正式出道。
2023年2月13日，以tripleS S1-S10的十人組體制的成員之一發行迷你專輯《Assemble》。4月22日，成為首位被選為tripleS EVOLution的成員。6月6日，以tripleS Acid Eyes的成員身份發行單曲〈Cherry Gene〉。10月11日，以tripleS EVOLution的成員和隊長身份發行迷你專輯《⟡》。
2024年4月7日，在網劇《What's Up?》中擔任女主角，正式以演員身份出道。5月8日，以tripleS S1-S24的二十四人完全體的成員之一發行《ASSEMBLE24》，是tripleS的隊長。6月18日，被選為舞蹈分隊tripleS Visionary Vision的十二人組體制成員之一。8月25日，透過Lemino投票被選為八人組體制的日本分隊tripleS ∞!成員之一。
2024年6月16日，首次進入女子偶像組合個人品牌評價排名中，名列第51位。
2024年6月28日，在韓國《福布斯》的“最有可能成為學生會會長的模範生藝人(偶像部門)”民意調查中獲得第一名。

## 影視作品

### 網路劇
| 年份   | 日期          | 播放平臺             | 節目名稱      | 角色   | 備註 |
| ------ | ------------- | -------------------- | ------------- | ------ | ---- |
| 2024年 | 4月7日—6月9日 | Youtube: Mimi Studio | 《What's Up》 | 李宥真 | 短劇 |

### 綜藝節目
| 年份   | 日期                   | 電視台/播放平臺      | 節目名稱         | 備註   |
| ------ | ---------------------- | -------------------- | ---------------- | ------ |
| 2021年 | 11月28日—2022年2月27日 | MBC                  | 《放學後的心動》 | 第8名  |
| 2024年 | 11月6日—               | Youtube: ASAP Studio | 《公捕者2》      | [ 31 ] |

## 音樂作品

### 原聲帶
| 發行日期       | 歌曲名稱     | 影劇名稱            | 專輯名稱                     | 備註     |
| -------------- | ------------ | ------------------- | ---------------------------- | -------- |
| 2024年11月26日 | 〈Dreaming〉 | SBS《踢足球的她們》 | 《Dreaming(Shooting Stars)》 | [ 註 2 ] |